# Прошова

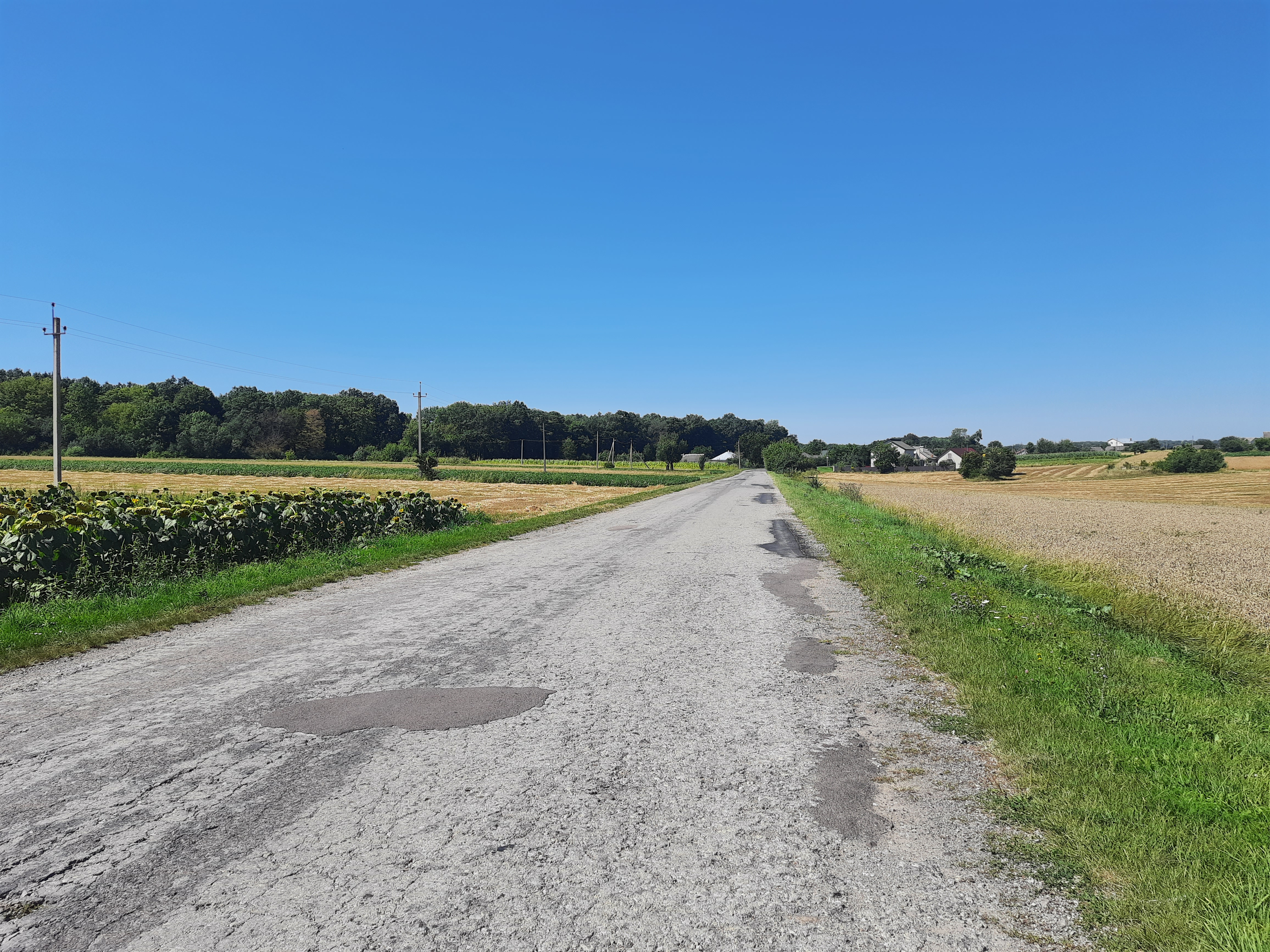
Дорога на село

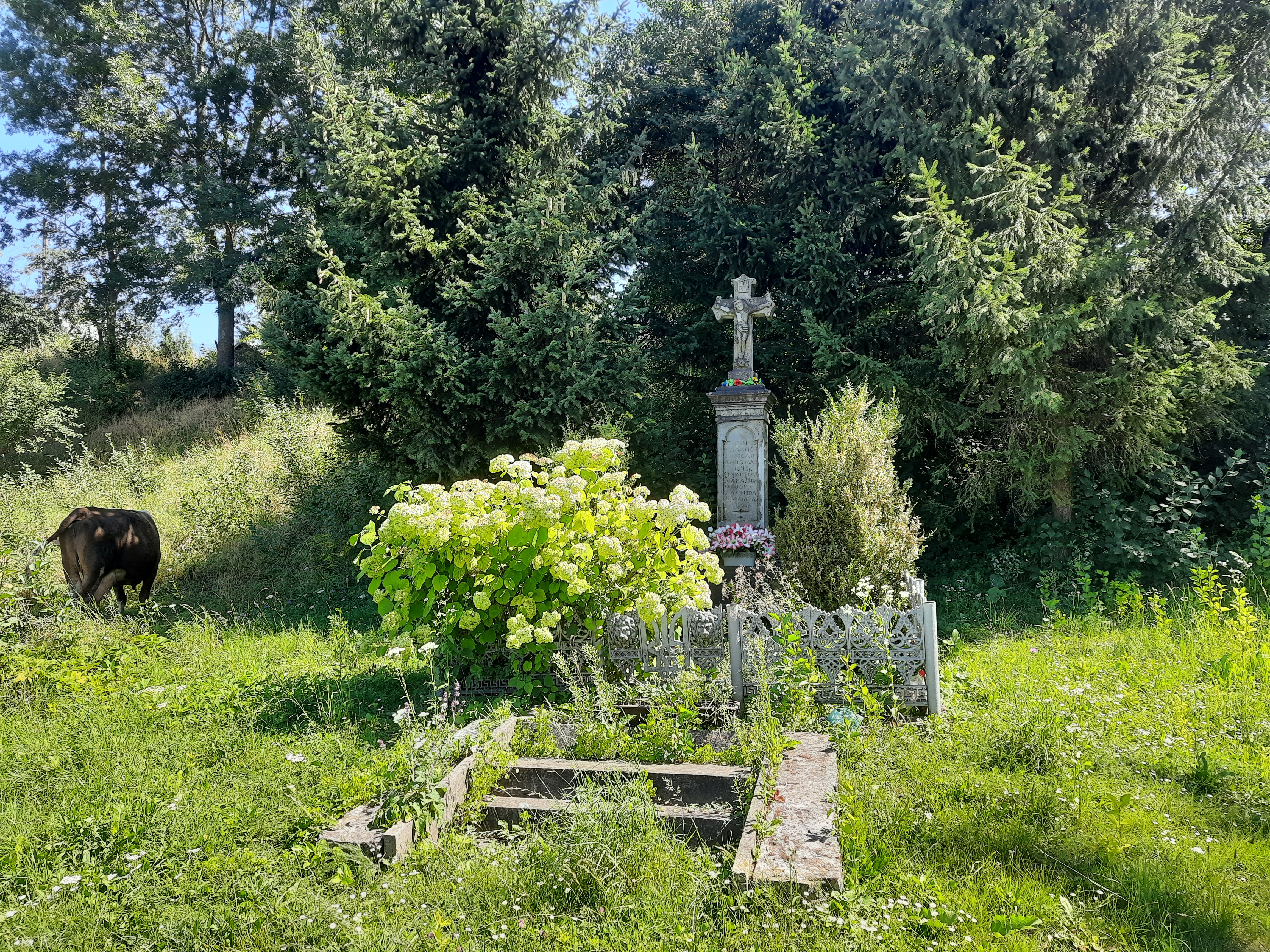
Пам'ятний хрест з нагоди скасування панщини

Прошова́ — село в Україні, у Великогаївській сільській громаді Тернопільського району Тернопільської області. До 2015 року підпорядковане Скоморохівській сільській раді. Від вересня 2015 року ввійшло у склад Великогаївської сільської громади. Розташоване в центрі району.
Населення — 760 осіб (2007).

## Історія
Перша писемна згадка — 1574.
Село стало знаменитим на всю Галичину через фальсифікацію польським чиновником при переписі 1921 р. свідомого українського населення Прошови (суцільно — греко-католиків) як суцільно поляків, за винятком священика з родиною.
1 серпня 1934 року в рамках реформи на підставі нового закону про самоуправління (23 березня 1933 року) увійшло до нової сільської гміни Баворів (Тернопільський повіт Тернопільського воєводства).
Діяли до 1939 р. «Просвіта», «Рідна школа» та інші товариства, кооперативи.
12 червня 2020 року, відповідно до розпорядження Кабінету Міністрів України № 724-р «Про визначення адміністративних центрів та затвердження територій територіальних громад Тернопільської області» увійшло до складу Великогаївської сільської громади.
19 липня 2020 року, в результаті адміністративно-територіальної реформи та ліквідації Тернопільського району, село увійшло до складу новоутвореного Тернопільського району.

## Населення
Згідно з переписом УРСР 1989 року чисельність наявного населення села становила 720 осіб, з яких 315 чоловіків та 405 жінок.
За переписом населення України 2001 року в селі мешкали 772 особи.

### Мова
Розподіл населення за рідною мовою за даними перепису 2001 року:
| Мова       | Кількість | Відсоток |
| ---------- | --------- | -------- |
| українська | 780       | 99.87%   |
| румунська  | 1         | 0.13%    |
| Усього     | 781       | 100%     |

## Пам'ятки

### Церква Успіння Пресвятої Богородиці (1700, кам'яна)

Церква Успіння Пресвятої Богородиці (1700 р.) в Прошовій.

Церква Успіння Пресвятої Богородиці. Мурована. Споруджено храм у 1700 році. Це один з найдавніших мурованих храмів на Тернопільщині. Церкву споруджено на місці, де раніше стояв дерев'яний храм, знищений пожежею. Церква має класично тридільна, складається з бабинця, нави та вівтаря. Дзвіниця споруджена в 1707 році, мала чотири дзвони. Зберігся лише один.

### Костел (початок XXст.)

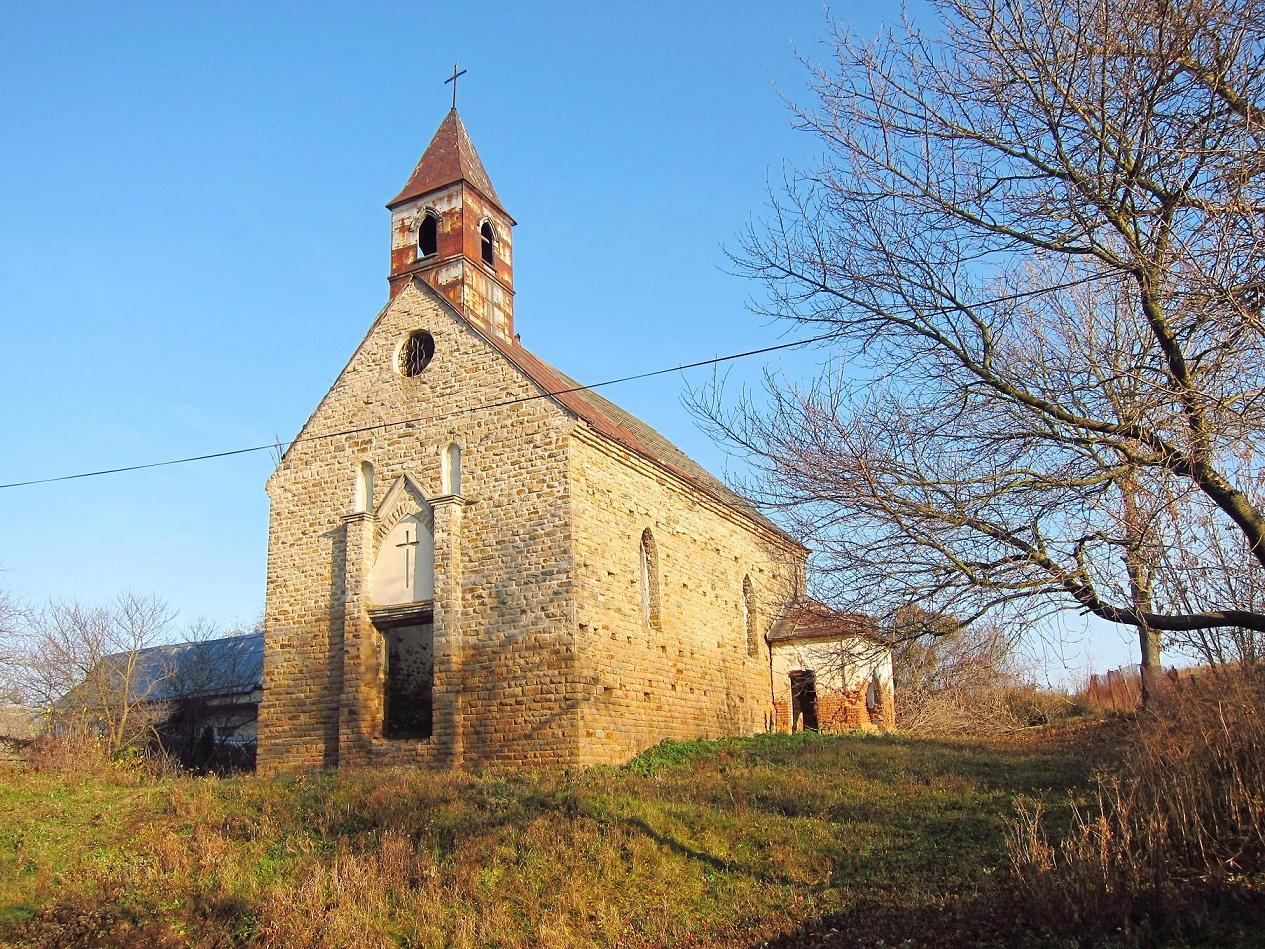
Костел в Прошовій

У північній частині села Прошова, на невисокому пагорбі височить мурований костел. Храм спорудженона початку XX століття. Невеликий за розміром, викладений з тесаного каменю, в неготичному стилі. Трикутний головний портал храму завершується сигнатуркою.

### Символічна могила Борцям за Волю України (1927/90р.р.)

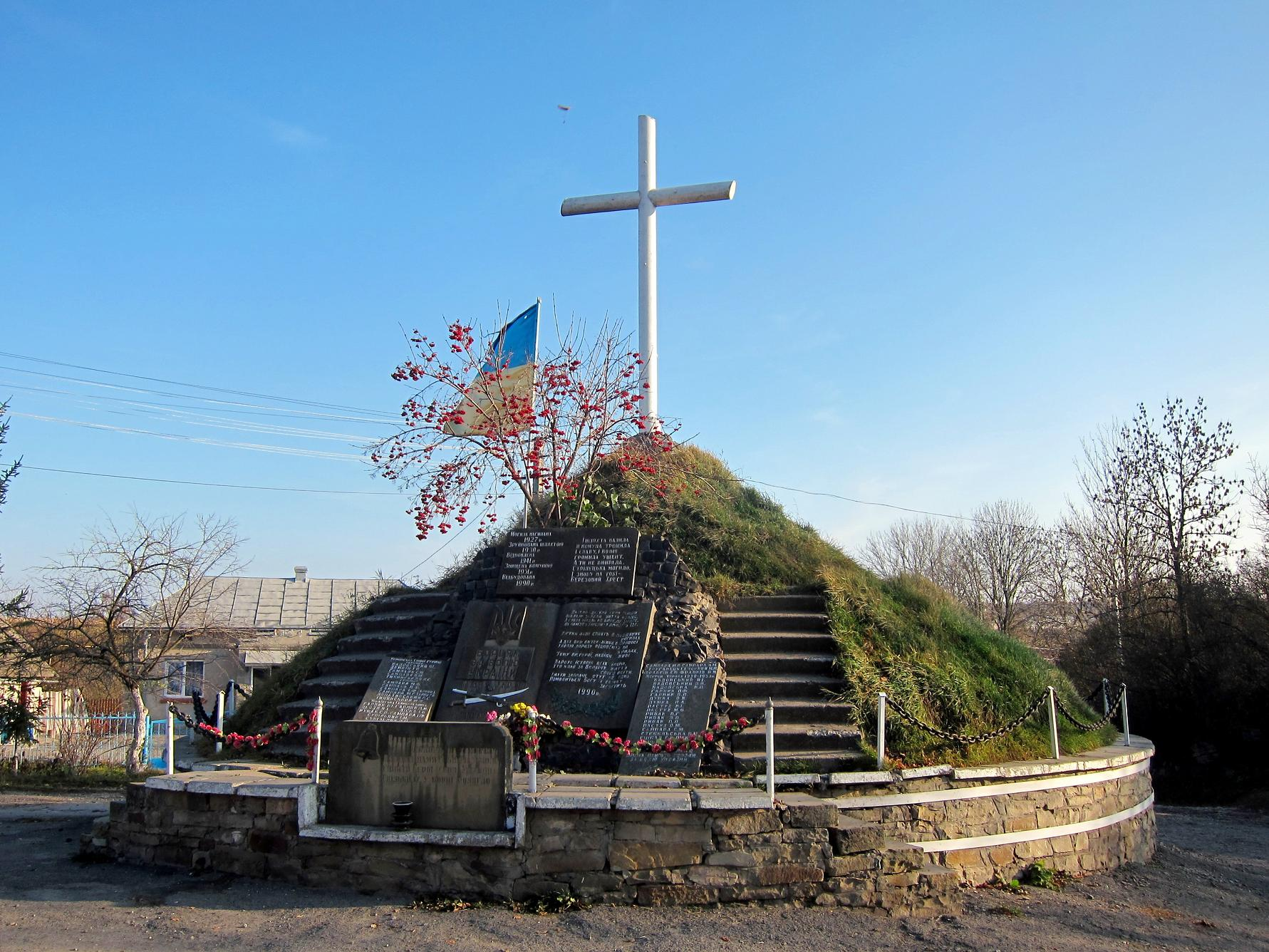
Символічна могила борцям за Волю України.

У центрі села, на роздоріжжя, насипана символічна могила Борцям за Волю України. У підніжжі встановлено декілька пам'ятних плит. На них висічені імена мешканців села які віддали життя за Волю України. Могилу насипано в 1927 році, в 1930 році її зруйнувала польська окупаційна влада, відновлена в 1941 році, зруйнована комуністами в 1951 році, відновлена в 1990 році.

### Читальня Просвіти (1893—1929р.р.)

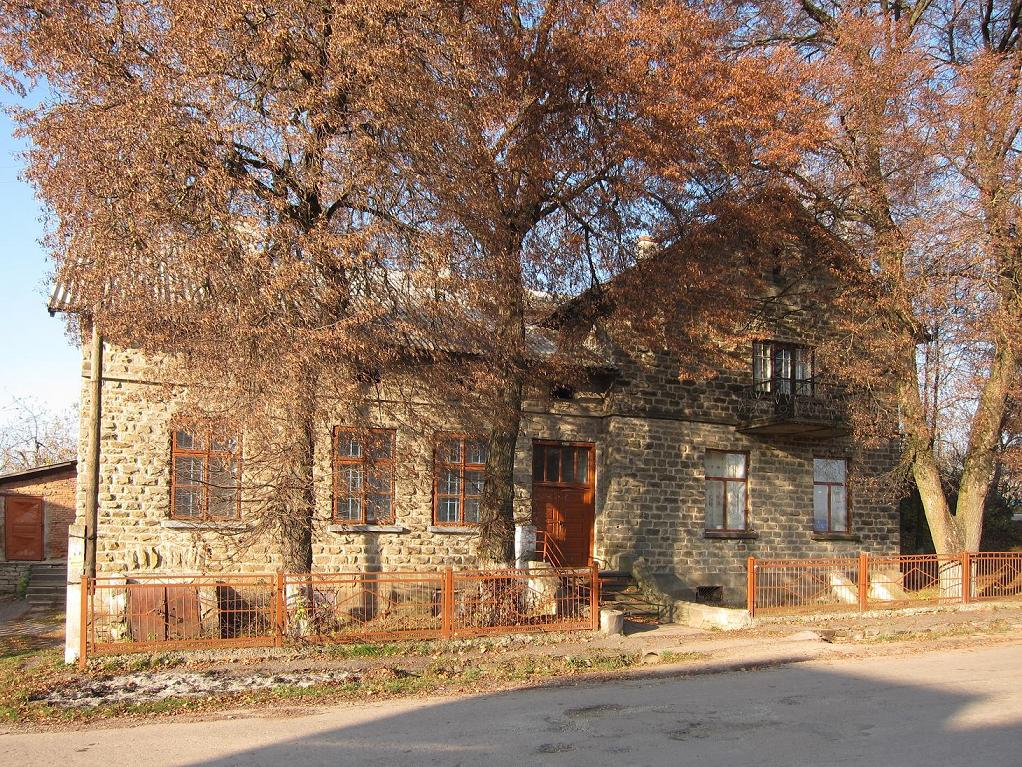
Читальня Просвіти (1893—1929 рр), Народний дім,

У центрі села знаходиться читальня Просвіти. Над головним входом, зліва над балконом, знаходиться картуш із написом: «Читальня Просвіти Прошова 1893—1929».
Споруджено пам'ятник релігійному діячеві о. С. Сампарі (1996), встановлено пам'ятний хрест на честь скасування панщини (1848).

### Пам'ятки природи
- Дідова криниця
- Прошівські липи

## Соціальна сфера
Працюють загальноосвітня школа 1-2 ступ., клуб, бібліотека, ФАП, торговельні заклади.
Також через село проходить залізниця, сільська рада знаходиться в с. Скоморохи.

## Відомі люди
У Прошові народився літератор, громадський діяч З. Гарник, діячі ОУН В. Демків і Є. Сцібайло, сотник ОУН М. Душка, реліг. діяч С. Сампара, зв'язкова УПА М. Яцишин-Стебельська (автор книжки «Зв'язкова з Прошови», 2003);
Працював Б. Головин, навчався проф., акад. В. Снітинський; на честь перебування у селі І. Франка (1885, двічі) на приміщені школи встановлено меморіальну дошку.
Ярослав Качуровський (1994—2022) — український військовослужбовець, старший солдат Збройних сил України, учасник російсько-української війни.
Олександр Скочеляс — український військовослужбовець, учасник російсько-української війни.
Проживав Богдан Жук (1993—2022) — український військовослужбовець, старший солдат Збройних сил України, учасник російсько-української війни.